# تشارلز مكنيل غراي
تشارلز مكنيل غراي (بالإنجليزية: Charles McNeill Gray)‏ هو سياسي أمريكي، ولد في 7 مارس 1807 في الولايات المتحدة، وتوفي في 17 أكتوبر 1885 في شيكاغو في الولايات المتحدة. حزبياً، نشط في الحزب الديمقراطي. وقد انتخب عمدة شيكاغو ‏.